# 萨苏阿尔
萨苏阿尔，是西班牙卡斯蒂利亚-莱昂布尔戈斯省的一个市镇。总面积23平方公里，总人口245人（2001年），人口密度11人/平方公里。